# 世界语岛
世界语岛，南极洲沿岸的一个岛屿，其名称为纪念波兰眼科医生柴门霍夫为实现世界大同理想而创造的人造语言世界语。曾隸屬於保加利亞。